# Regionalliga 2023-24
La Regionalliga 2023-24 fue la decimosexta temporada de la Regionalliga, la décima segunda bajo el nuevo formato, y perteneció al cuarto nivel del fútbol alemán.

## Formato
Para la Regionalliga se decidió un nuevo formato de promoción desde 2019. A partir de esa temporada, la Regionalliga Südwest y West recibieron un lugar de promoción fijo. Un tercer puesto de promoción rota entre las otras tres divisiones, y los dos campeones restantes participaron en play-offs para un cuarto puesto en el ascenso. La DFB ha determinado que la Regionalliga Nordost recibiera el tercer lugar de promoción directa esta temporada.

## Regionalliga Nord
Fueron 18 equipos de los estados de Bremen, Hamburgo, Baja Sajonia y Schleswig-Holstein los que compitieron en la décima segunda temporada de la Regionalliga Nord. VfB Oldemburgo y SV Meppen descendieron de la 3. Liga 2022-23, SC Spelle-Venhaus ascendió de la Oberliga Niedersachsen 2022-23, Eimsbütteler TV ascendió de la Oberliga Hamburgo 2022-23, mientras que FC Kilia Kiel ascendió de la Oberliga Schleswig-Holstein 2022-23.

### Clasificación
| Pos. | Equipo                   | Pts. | PJ | G  | E  | P  | GF | GC | Dif. | Clasificación o descenso      |
| ---- | ------------------------ | ---- | -- | -- | -- | -- | -- | -- | ---- | ----------------------------- |
| 1    | Hannover 96 II (C, O, A) | 76   | 34 | 24 | 4  | 6  | 90 | 40 | +50  | Accede al play-off de ascenso |
| 2    | Meppen                   | 71   | 34 | 22 | 5  | 7  | 74 | 39 | +35  |                               |
| 3    | Phönix Lübeck            | 65   | 34 | 20 | 5  | 9  | 84 | 40 | +44  |                               |
| 4    | Drochtersen/Assel        | 61   | 34 | 17 | 10 | 7  | 56 | 42 | +14  |                               |
| 5    | Oldemburgo               | 57   | 34 | 16 | 9  | 9  | 63 | 44 | +19  |                               |
| 6    | Holstein Kiel II         | 56   | 34 | 16 | 8  | 10 | 63 | 53 | +10  |                               |
| 7    | Hamburgo II              | 51   | 34 | 14 | 9  | 11 | 55 | 53 | +2   |                               |
| 8    | Havelse                  | 49   | 34 | 14 | 7  | 13 | 57 | 54 | +3   |                               |
| 9    | Teutonia Ottensen        | 48   | 34 | 13 | 9  | 12 | 60 | 49 | +11  |                               |
| 10   | Blau-Weiß Lohne          | 46   | 34 | 12 | 10 | 12 | 51 | 49 | +2   |                               |
| 11   | Bremer                   | 46   | 34 | 11 | 13 | 10 | 54 | 61 | −7   |                               |
| 12   | San Pauli II             | 43   | 34 | 11 | 10 | 13 | 61 | 46 | +15  |                               |
| 13   | Eintracht Norderstedt    | 43   | 34 | 13 | 4  | 17 | 57 | 64 | −7   |                               |
| 14   | Jeddeloh                 | 39   | 34 | 9  | 12 | 13 | 41 | 64 | −23  |                               |
| 15   | Weiche Flensburgo (O)    | 38   | 34 | 9  | 11 | 14 | 44 | 59 | −15  | Play-off por la permanencia   |
| 16   | Eimsbütteler (D)         | 22   | 34 | 5  | 7  | 22 | 35 | 74 | −39  | Oberliga Nord                 |
| 17   | Kilia Kiel (D)           | 20   | 34 | 3  | 11 | 20 | 39 | 86 | −47  | Oberliga Nord                 |
| 18   | Spelle-Venhaus (D)       | 12   | 34 | 2  | 6  | 26 | 30 | 97 | −67  | Oberliga Nord                 |

 Fuente: Soccerway.com
Criterios de clasificación: 1) Puntos; 2) Diferencia de goles; 3) Goles marcados

### Resultados
| Local \ Visitante     | KIE | WEI | TEU | HAM | MEP | OLD | HAV | KIL | SPE | HAN | BWL | PAU | PHO | NOR | DRO | EIM | JED | BRE |
| --------------------- | --- | --- | --- | --- | --- | --- | --- | --- | --- | --- | --- | --- | --- | --- | --- | --- | --- | --- |
| Holstein Kiel II      | —   | 0–3 | 4–1 | 4–1 | 3–3 | 1–3 | 1–3 | 3–3 | 2–1 | 0–1 | 1–1 | 1–1 | 1–0 | 4–0 | 1–3 | 5–3 | 1–1 | 3–1 |
| Weiche Flensburgo     | 2–3 | —   | 0–5 | 1–2 | 0–1 | 2–2 | 1–2 | 0–0 | 1–0 | 1–1 | 4–3 | 0–5 | 0–5 | 0–2 | 2–2 | 1–0 | 2–2 | 4–4 |
| Teutonia Ottensen     | 0–1 | 1–0 | —   | 3–0 | 0–3 | 1–0 | 0–2 | 3–2 | 2–1 | 2–3 | 5–2 | 3–3 | 2–3 | 3–1 | 6–0 | 0–0 | 1–1 | 3–1 |
| Hamburgo II           | 2–3 | 0–1 | 2–2 | —   | 0–0 | 0–2 | 3–2 | 4–2 | 1–0 | 2–1 | 4–4 | 2–0 | 1–1 | 0–5 | 1–1 | 3–0 | 4–1 | 3–1 |
| Meppen                | 2–0 | 3–2 | 3–1 | 2–0 | —   | 3–2 | 4–1 | 4–0 | 3–0 | 5–2 | 3–2 | 3–4 | 1–0 | 4–2 | 1–0 | 1–0 | 3–0 | 0–1 |
| Oldemburgo            | 0–2 | 2–0 | 2–2 | 0–0 | 2–0 | —   | 1–2 | 4–0 | 7–2 | 2–1 | 2–1 | 2–0 | 1–1 | 5–0 | 1–3 | 4–1 | 1–2 | 4–1 |
| Havelse               | 1–2 | 1–0 | 2–2 | 2–1 | 4–2 | 2–0 | —   | 3–4 | 4–0 | 1–4 | 1–0 | 1–1 | 1–2 | 1–2 | 1–2 | 1–0 | 1–1 | 1–1 |
| Kilia Kiel            | 1–0 | 2–3 | 0–2 | 1–1 | 0–5 | 0–0 | 0–2 | —   | 1–1 | 3–5 | 0–2 | 2–3 | 2–2 | 1–3 | 1–3 | 2–1 | 1–1 | 2–2 |
| Spelle-Venhaus        | 0–3 | 0–3 | 1–1 | 2–6 | 0–3 | 3–3 | 1–3 | 2–0 | —   | 0–3 | 0–1 | 1–6 | 0–4 | 0–2 | 1–3 | 3–2 | 1–3 | 2–2 |
| Hannover 96 II        | 4–0 | 1–1 | 1–0 | 2–0 | 2–1 | 1–1 | 3–2 | 2–1 | 9–2 | —   | 4–1 | 2–1 | 3–2 | 2–1 | 3–0 | 5–0 | 4–0 | 4–0 |
| Blau-Weiß Lohne       | 1–1 | 0–3 | 3–3 | 1–2 | 0–0 | 0–2 | 1–1 | 3–0 | 3–1 | 2–1 | —   | 1–3 | 0–0 | 2–1 | 0–0 | 1–0 | 1–2 | 5–0 |
| San Pauli II          | 2–3 | 0–0 | 1–1 | 0–1 | 2–3 | 0–1 | 1–1 | 2–2 | 5–0 | 0–2 | 0–1 | —   | 0–0 | 2–0 | 1–2 | 3–1 | 1–1 | 1–2 |
| Phönix Lübeck         | 1–3 | 6–0 | 1–0 | 6–2 | 4–1 | 5–1 | 4–1 | 2–0 | 1–0 | 2–3 | 3–1 | 0–5 | —   | 4–2 | 0–2 | 1–2 | 7–0 | 3–4 |
| Eintracht Norderstedt | 2–4 | 1–1 | 3–1 | 0–3 | 0–2 | 5–0 | 1–1 | 5–1 | 2–0 | 1–3 | 0–1 | 3–2 | 0–2 | —   | 0–1 | 1–0 | 2–2 | 0–0 |
| Drochtersen/Assel     | 2–1 | 0–0 | 2–0 | 0–0 | 3–3 | 1–1 | 2–0 | 5–1 | 3–1 | 2–1 | 2–3 | 2–0 | 1–2 | 1–3 | —   | 2–1 | 2–2 | 2–1 |
| Eimsbütteler          | 1–1 | 0–5 | 0–3 | 0–3 | 0–0 | 1–2 | 3–1 | 5–1 | 2–2 | 1–1 | 0–4 | 1–4 | 0–3 | 5–0 | 1–1 | —   | 0–2 | 2–2 |
| Jeddeloh              | 1–1 | 3–1 | 0–1 | 2–0 | 2–1 | 1–1 | 0–4 | 1–1 | 3–2 | 2–6 | 0–0 | 0–1 | 0–2 | 0–2 | 1–0 | 1–2 | —   | 1–3 |
| Bremer                | 2–0 | 0–0 | 1–0 | 1–1 | 0–1 | 0–2 | 4–1 | 2–2 | 0–0 | 1–0 | 0–0 | 1–1 | 0–5 | 6–5 | 1–1 | 5–0 | 4–2 | —   |

### Play-off por la permanencia
- Bersenbrück (Subcampeón de la Oberliga Niedersachsen)
- Weiche Flensburgo (15.° de la Regionalliga Nord)

| Equipo 1    | Agr. | Equipo 2          | Ida | Vuelta |
| ----------- | ---- | ----------------- | --- | ------ |
| Bersenbrück | 3–4  | Weiche Flensburgo | 2–2 | 1–2    |

## Regionalliga Nordost
Fueron 18 equipos de los estados de Berlín, Brandeburgo, Mecklemburgo-Pomerania Occidental, Sajonia, Sajonia-Anhalt y Turingia que compitieron en la décima segunda temporada de la reformada Regionalliga Nordost. FSV Zwickau descendió de la 3. Liga 2022-23, Hansa Rostock II ascendió de la NOFV-Oberliga Nord 2022-23 y FC Eilenburg ascendió de la NOFV-Oberliga Süd 2022-23.

### Clasificación
| Pos. | Equipo                 | Pts. | PJ | G  | E  | P  | GF | GC | Dif. | Clasificación o descenso |
| ---- | ---------------------- | ---- | -- | -- | -- | -- | -- | -- | ---- | ------------------------ |
| 1    | Energie Cottbus (C, A) | 71   | 34 | 21 | 8  | 5  | 68 | 37 | +31  | Ascenso a la 3. Liga     |
| 2    | Greifswalder           | 68   | 34 | 19 | 11 | 4  | 67 | 32 | +35  |                          |
| 3    | Viktoria Berlín        | 63   | 34 | 18 | 9  | 7  | 54 | 39 | +15  |                          |
| 4    | Dinamo Berlín          | 61   | 34 | 17 | 10 | 7  | 59 | 38 | +21  |                          |
| 5    | Babelsberg             | 56   | 34 | 16 | 8  | 10 | 42 | 34 | +8   |                          |
| 6    | Altglienicke           | 53   | 34 | 15 | 8  | 11 | 68 | 49 | +19  |                          |
| 7    | Carl Zeiss Jena        | 53   | 34 | 14 | 11 | 9  | 59 | 44 | +15  |                          |
| 8    | Chemie Leipzig         | 50   | 34 | 13 | 11 | 10 | 40 | 40 | 0    |                          |
| 9    | Chemnitzer             | 45   | 34 | 13 | 6  | 15 | 44 | 51 | −7   |                          |
| 10   | Lokomotive Leipzig     | 43   | 34 | 11 | 10 | 13 | 48 | 56 | −8   |                          |
| 11   | Meuselwitz             | 41   | 34 | 11 | 8  | 15 | 47 | 51 | −4   |                          |
| 12   | Zwickau                | 41   | 34 | 12 | 5  | 17 | 50 | 59 | −9   |                          |
| 13   | Rot-Weiß Érfurt        | 39   | 34 | 9  | 12 | 13 | 53 | 56 | −3   |                          |
| 14   | Hertha Berlín II       | 38   | 34 | 11 | 5  | 18 | 48 | 65 | −17  |                          |
| 15   | Luckenwalde            | 37   | 34 | 10 | 7  | 17 | 50 | 61 | −11  |                          |
| 16   | Eilenburg              | 36   | 34 | 9  | 9  | 16 | 42 | 60 | −18  |                          |
| 17   | Hansa Rostock II (D)   | 28   | 34 | 7  | 7  | 20 | 46 | 65 | −19  | Descenso a la Oberliga   |
| 18   | Berlín AK 07 (D)       | 19   | 34 | 4  | 7  | 23 | 24 | 72 | −48  | Descenso a la Oberliga   |

 Fuente: Soccerway.com
Criterios de clasificación: 1) Puntos; 2) Diferencia de goles; 3) Goles marcados

### Resultados
| Local \ Visitante  | COT | CHE | CZJ | CHL | BAK | DYN | GRE | ALT | MEU | BAB | ROS | LUC | RWE | HER | LEI | EIL | VIK | ZWI |
| ------------------ | --- | --- | --- | --- | --- | --- | --- | --- | --- | --- | --- | --- | --- | --- | --- | --- | --- | --- |
| Energie Cottbus    | —   | 2–0 | 0–2 | 1–1 | 2–1 | 0–1 | 2–1 | 0–0 | 2–1 | 4–0 | 3–1 | 3–3 | 1–1 | 3–0 | 4–3 | 2–1 | 4–3 | 3–1 |
| Chemnitzer         | 1–4 | —   | 0–0 | 1–1 | 2–0 | 0–4 | 1–2 | 1–3 | 1–2 | 0–0 | 2–0 | 1–2 | 2–2 | 4–1 | 1–0 | 2–0 | 2–1 | 2–0 |
| Carl Zeiss Jena    | 1–1 | 0–1 | —   | 1–0 | 3–3 | 2–3 | 1–1 | 2–2 | 1–0 | 1–1 | 5–1 | 3–0 | 3–1 | 3–1 | 2–3 | 2–0 | 1–2 | 2–5 |
| Chemie Leipzig     | 3–0 | 1–0 | 2–2 | —   | 0–0 | 1–1 | 0–0 | 0–3 | 2–1 | 0–0 | 2–0 | 1–1 | 1–1 | 3–0 | 1–1 | 1–0 | 1–0 | 1–2 |
| Berlín AK 07       | 0–4 | 0–1 | 0–1 | 0–1 | —   | 0–2 | 0–1 | 1–2 | 1–1 | 3–2 | 2–1 | 2–1 | 0–4 | 0–1 | 0–5 | 0–2 | 1–2 | 2–1 |
| Dinamo Berlín      | 0–2 | 1–3 | 2–1 | 2–0 | 3–1 | —   | 0–0 | 3–2 | 1–1 | 3–0 | 0–0 | 4–0 | 2–2 | 1–0 | 4–0 | 2–2 | 3–3 | 3–0 |
| Greifswalder       | 1–1 | 0–0 | 3–0 | 3–0 | 5–0 | 0–0 | —   | 1–2 | 4–1 | 1–0 | 1–3 | 2–2 | 1–1 | 5–2 | 4–0 | 3–1 | 4–1 | 4–2 |
| Altglienicke       | 1–2 | 2–1 | 0–0 | 4–0 | 3–1 | 3–1 | 5–2 | —   | 2–3 | 2–2 | 2–3 | 3–2 | 1–1 | 2–6 | 2–0 | 2–3 | 0–1 | 2–3 |
| Meuselwitz         | 0–1 | 1–0 | 2–3 | 2–4 | 4–2 | 0–1 | 1–2 | 2–2 | —   | 0–0 | 4–2 | 1–2 | 4–1 | 2–2 | 3–2 | 0–1 | 0–1 | 1–0 |
| Babelsberg         | 0–3 | 1–0 | 2–1 | 2–0 | 3–0 | 1–1 | 0–1 | 0–0 | 2–1 | —   | 1–0 | 1–2 | 3–1 | 1–2 | 4–1 | 1–0 | 3–0 | 3–1 |
| Hansa Rostock II   | 2–3 | 6–1 | 1–3 | 2–3 | 1–1 | 3–2 | 0–1 | 1–2 | 1–2 | 2–1 | —   | 1–0 | 3–2 | 1–3 | 1–1 | 2–2 | 0–2 | 0–1 |
| Luckenwalde        | 1–1 | 1–2 | 0–3 | 1–3 | 6–0 | 2–0 | 1–5 | 1–4 | 1–0 | 1–2 | 2–2 | —   | 4–0 | 2–0 | 2–0 | 3–3 | 1–2 | 0–1 |
| Rot-Weiß Érfurt    | 2–0 | 7–2 | 1–1 | 4–2 | 1–0 | 3–1 | 1–1 | 2–2 | 1–2 | 0–1 | 2–0 | 5–2 | —   | 0–2 | 0–1 | 2–2 | 1–4 | 4–1 |
| Hertha Berlín II   | 0–2 | 0–5 | 1–1 | 3–0 | 3–1 | 1–2 | 0–1 | 0–2 | 1–1 | 1–2 | 1–0 | 1–0 | 1–0 | —   | 1–1 | 2–3 | 0–1 | 4–3 |
| Lokomotive Leipzig | 2–2 | 1–1 | 2–0 | 0–2 | 0–0 | 1–1 | 0–1 | 2–1 | 4–1 | 1–0 | 1–1 | 1–1 | 1–0 | 3–3 | —   | 2–1 | 1–2 | 2–0 |
| Eilenburg          | 1–3 | 3–2 | 1–1 | 1–3 | 2–2 | 1–3 | 0–2 | 1–0 | 0–2 | 0–1 | 2–1 | 0–3 | 0–0 | 3–2 | 2–4 | —   | 2–1 | 0–2 |
| Viktoria Berlín    | 2–1 | 2–0 | 1–5 | 1–0 | 0–0 | 3–1 | 2–2 | 1–0 | 0–0 | 1–1 | 2–2 | 2–0 | 0–0 | 3–2 | 5–0 | 0–0 | —   | 2–0 |
| Zwickau            | 0–2 | 1–2 | 1–2 | 0–0 | 2–0 | 0–1 | 2–2 | 0–5 | 1–1 | 0–1 | 3–2 | 2–0 | 5–0 | 4–1 | 3–2 | 2–2 | 1–1 | —   |

## Regionalliga West
Fueron 18 equipos de Renania del Norte-Westfalia que compitieron en la décima segunda temporada de la reformada Regionalliga West. FC Wegberg-Beeck ascendió de la Mittelrheinliga 2022-23, SSVg Velbert ascendió de la Oberliga Niederrhein 2022-23, FC Gütersloh 2000 y SC Paderborn 07 II ascendieron de la Oberliga Westfalen 2022-23.

### Clasificación
| Pos. | Equipo                      | Pts. | PJ | G  | E  | P  | GF | GC | Dif. | Ascenso o descenso     |
| ---- | --------------------------- | ---- | -- | -- | -- | -- | -- | -- | ---- | ---------------------- |
| 1    | Alemannia Aachen (C, A)     | 75   | 34 | 23 | 6  | 5  | 65 | 34 | +31  | Ascenso a la 3. Liga   |
| 2    | Bocholt                     | 63   | 34 | 18 | 9  | 7  | 49 | 31 | +18  |                        |
| 3    | Wuppertaler                 | 62   | 34 | 19 | 5  | 10 | 68 | 44 | +24  |                        |
| 4    | Fortuna Colonia             | 56   | 34 | 16 | 8  | 10 | 59 | 38 | +21  |                        |
| 5    | Schalke 04 II               | 54   | 34 | 15 | 9  | 10 | 67 | 47 | +20  |                        |
| 6    | Colonia II                  | 52   | 34 | 15 | 7  | 12 | 55 | 48 | +7   |                        |
| 7    | Rot-Weiß Oberhausen         | 51   | 34 | 12 | 15 | 7  | 56 | 36 | +20  |                        |
| 8    | Rödinghausen                | 51   | 34 | 15 | 6  | 13 | 46 | 42 | +4   |                        |
| 9    | Düren                       | 50   | 34 | 13 | 11 | 10 | 60 | 47 | +13  |                        |
| 10   | Wiedenbrück                 | 48   | 34 | 13 | 9  | 12 | 45 | 48 | −3   |                        |
| 11   | Fortuna Düsseldorf II       | 45   | 34 | 13 | 6  | 15 | 51 | 49 | +2   |                        |
| 12   | Borussia Mönchengladbach II | 42   | 34 | 11 | 9  | 14 | 57 | 61 | −4   |                        |
| 13   | Gütersloh                   | 41   | 34 | 11 | 8  | 15 | 40 | 61 | −21  |                        |
| 14   | Paderborn 07 II             | 39   | 34 | 9  | 12 | 13 | 51 | 51 | 0    |                        |
| 15   | Lippstadt (D)               | 33   | 34 | 8  | 9  | 17 | 40 | 63 | −23  | Descenso a la Oberliga |
| 16   | Velbert (D)                 | 32   | 34 | 8  | 8  | 18 | 38 | 71 | −33  | Descenso a la Oberliga |
| 17   | Wegberg-Beeck (D)           | 26   | 34 | 8  | 2  | 24 | 43 | 77 | −34  | Descenso a la Oberliga |
| 18   | Rot Weiss Ahlen (D)         | 25   | 34 | 6  | 7  | 21 | 37 | 79 | −42  | Descenso a la Oberliga |

 Fuente: Soccerway.com
Criterios de clasificación: 1) Puntos; 2) Diferencia de goles; 3) Goles marcados

### Resultados
| Local \ Visitante           | AAA | RWA | MON | COL | OBE | ROD | WUP | GUT | LIP | PAD | SCH | DUS | SCF | WIE | BOC | DUR | WEG | VEL |
| --------------------------- | --- | --- | --- | --- | --- | --- | --- | --- | --- | --- | --- | --- | --- | --- | --- | --- | --- | --- |
| Alemannia Aachen            | —   | 3–0 | 2–2 | 1–1 | 3–1 | 1–0 | 1–2 | 4–0 | 2–1 | 2–1 | 0–0 | 2–1 | 1–0 | 1–0 | 1–2 | 2–1 | 4–1 | 2–0 |
| Rot Weiss Ahlen             | 1–4 | —   | 2–3 | 0–5 | 0–0 | 1–5 | 2–1 | 1–1 | 1–2 | 1–1 | 3–2 | 0–4 | 0–2 | 0–1 | 1–3 | 2–2 | 3–1 | 3–2 |
| Borussia Mönchengladbach II | 0–4 | 3–1 | —   | 0–2 | 0–0 | 0–1 | 0–4 | 0–0 | 4–0 | 2–1 | 3–6 | 1–3 | 2–1 | 1–2 | 3–3 | 1–2 | 2–0 | 4–2 |
| Colonia II                  | 0–2 | 0–2 | 1–1 | —   | 1–2 | 0–3 | 2–2 | 3–3 | 2–0 | 1–0 | 2–1 | 3–2 | 3–3 | 3–0 | 1–0 | 0–1 | 2–0 | 0–3 |
| Rot-Weiß Oberhausen         | 4–1 | 1–1 | 0–0 | 0–2 | —   | 1–1 | 1–1 | 2–0 | 1–1 | 4–1 | 1–3 | 0–1 | 0–0 | 2–2 | 0–0 | 2–2 | 5–2 | 2–2 |
| Rödinghausen                | 1–1 | 2–0 | 2–4 | 1–0 | 0–4 | —   | 0–4 | 2–0 | 2–3 | 2–0 | 0–0 | 1–0 | 1–0 | 0–3 | 2–0 | 2–0 | 5–1 | 4–1 |
| Wuppertaler                 | 3–4 | 2–1 | 3–2 | 2–0 | 3–0 | 1–0 | —   | 3–0 | 3–4 | 3–2 | 3–1 | 1–0 | 2–1 | 1–1 | 1–2 | 1–1 | 2–0 | 5–0 |
| Gütersloh                   | 1–1 | 2–0 | 2–2 | 0–3 | 0–4 | 2–1 | 1–4 | —   | 2–1 | 1–3 | 1–3 | 1–0 | 1–1 | 2–2 | 1–0 | 1–3 | 3–0 | 1–2 |
| Lippstadt                   | 1–3 | 3–0 | 1–1 | 1–3 | 1–4 | 0–0 | 0–1 | 1–2 | —   | 0–0 | 1–5 | 3–0 | 2–2 | 1–1 | 2–0 | 2–4 | 2–1 | 2–1 |
| Paderborn 07 II             | 0–1 | 2–2 | 2–4 | 3–1 | 1–1 | 0–0 | 4–1 | 3–2 | 1–1 | —   | 2–2 | 1–3 | 1–2 | 2–2 | 5–0 | 2–0 | 4–1 | 1–1 |
| Schalke 04 II               | 2–3 | 4–0 | 2–0 | 0–1 | 1–1 | 3–0 | 1–3 | 2–3 | 3–1 | 3–0 | —   | 2–2 | 0–2 | 1–0 | 2–5 | 3–0 | 1–0 | 2–0 |
| Fortuna Düsseldorf II       | 0–0 | 4–2 | 0–3 | 3–2 | 0–2 | 3–1 | 2–3 | 2–0 | 3–0 | 0–2 | 1–1 | —   | 1–1 | 0–1 | 0–2 | 0–0 | 3–2 | 1–1 |
| Fortuna Colonia             | 0–1 | 2–0 | 4–3 | 5–1 | 2–1 | 1–3 | 2–1 | 3–0 | 4–1 | 0–0 | 1–1 | 4–1 | —   | 0–1 | 0–1 | 1–0 | 1–0 | 2–1 |
| Wiedenbrück                 | 0–4 | 1–1 | 1–3 | 3–1 | 1–0 | 1–0 | 3–0 | 0–2 | 1–1 | 1–1 | 1–3 | 1–4 | 3–1 | —   | 0–0 | 0–1 | 1–2 | 2–1 |
| Bocholt                     | 3–0 | 5–0 | 1–0 | 2–2 | 0–0 | 1–0 | 1–0 | 2–0 | 2–1 | 0–1 | 0–0 | 0–2 | 2–1 | 1–0 | —   | 0–0 | 3–2 | 4–1 |
| Düren                       | 4–1 | 1–3 | 3–1 | 1–1 | 1–2 | 2–3 | 1–1 | 2–2 | 2–0 | 2–0 | 2–2 | 5–0 | 2–2 | 3–5 | 1–1 | —   | 3–0 | 4–1 |
| Wegberg-Beeck               | 1–2 | 2–1 | 2–1 | 0–1 | 2–5 | 4–1 | 3–1 | 1–2 | 0–0 | 3–2 | 5–1 | 1–0 | 1–5 | 2–3 | 0–2 | 1–3 | —   | 1–1 |
| Velbert                     | 0–1 | 3–2 | 1–1 | 1–5 | 0–3 | 0–0 | 1–0 | 0–1 | 2–0 | 2–2 | 0–4 | 0–5 | 0–3 | 3–1 | 1–1 | 2–1 | 2–1 | —   |

## Regionalliga Südwest
Fueron 18 equipos de Baden-Wurtemberg, Hesse, Renania-Palatinado y Sarre que compitieron en la décima segunda temporada de la Regionalliga Südwest. Eintracht Fráncfort II ascendió de la Hessenliga 2022-23, Stuttgarter Kickers ascendió de la Oberliga Baden-Wurtemberg 2022-23, además TSV Schott Maguncia y TuS Coblenza ascendieron de la Oberliga Rheinland-Pfalz/Saar 2022-23.

### Clasificación
| Pos. | Equipo                    | Pts. | PJ | G  | E  | P  | GF | GC | Dif. | Ascenso o descenso     |
| ---- | ------------------------- | ---- | -- | -- | -- | -- | -- | -- | ---- | ---------------------- |
| 1    | Stuttgart II (C, A)       | 65   | 34 | 19 | 8  | 7  | 78 | 50 | +28  | Ascenso a la 3. Liga   |
| 2    | Stuttgarter Kickers       | 63   | 34 | 18 | 9  | 7  | 61 | 35 | +26  |                        |
| 3    | Hoffenheim II             | 59   | 34 | 18 | 5  | 11 | 64 | 29 | +35  |                        |
| 4    | Freiberg                  | 59   | 34 | 17 | 8  | 9  | 55 | 38 | +17  |                        |
| 5    | Homburgo                  | 58   | 34 | 17 | 7  | 10 | 68 | 46 | +22  |                        |
| 6    | Eintracht Fráncfort II    | 57   | 34 | 16 | 9  | 9  | 61 | 46 | +15  |                        |
| 7    | Barockstadt Fulda-Lehnerz | 51   | 34 | 15 | 6  | 13 | 50 | 44 | +6   |                        |
| 8    | Maguncia 05 II            | 50   | 34 | 15 | 5  | 14 | 56 | 60 | −4   |                        |
| 9    | FSV Frankfurt             | 48   | 34 | 13 | 9  | 12 | 47 | 46 | +1   |                        |
| 10   | Hessen Kassel             | 47   | 34 | 13 | 8  | 13 | 49 | 50 | −1   |                        |
| 11   | Kickers Offenbach         | 46   | 34 | 13 | 7  | 14 | 58 | 49 | +9   |                        |
| 12   | Steinbach                 | 44   | 34 | 13 | 5  | 16 | 55 | 62 | −7   |                        |
| 13   | Bahlinger                 | 44   | 34 | 11 | 11 | 12 | 43 | 51 | −8   |                        |
| 14   | Astoria Walldorf          | 42   | 34 | 11 | 9  | 14 | 40 | 53 | −13  |                        |
| 15   | Aalen (D)                 | 34   | 34 | 8  | 10 | 16 | 38 | 58 | −20  | Descenso a la Oberliga |
| 16   | Schott Maguncia (D)       | 31   | 34 | 7  | 10 | 17 | 51 | 78 | −27  | Descenso a la Oberliga |
| 17   | Balingen (D)              | 31   | 34 | 7  | 10 | 17 | 55 | 84 | −29  | Descenso a la Oberliga |
| 18   | Coblenza (D)              | 18   | 34 | 4  | 6  | 24 | 30 | 80 | −50  | Descenso a la Oberliga |

 Fuente: Soccerway.com
Criterios de clasificación: 1) Puntos; 2) Diferencia de goles; 3) Goles marcados

### Resultados
| Local \ Visitante         | HOM | AST | MAZ | OFF | COB | BSC | AEL | FRE | BAL | KAS | HOF | FRA | STU | STE | BFL | EIN | SMG | SKI |
| ------------------------- | --- | --- | --- | --- | --- | --- | --- | --- | --- | --- | --- | --- | --- | --- | --- | --- | --- | --- |
| Homburgo                  | —   | 5–0 | 1–2 | 2–1 | 2–0 | 0–2 | 1–1 | 0–3 | 2–1 | 2–1 | 1–2 | 1–1 | 1–2 | 3–0 | 0–2 | 2–0 | 2–2 | 3–0 |
| Astoria Walldorf          | 2–0 | —   | 4–1 | 1–0 | 0–0 | 0–0 | 2–1 | 1–2 | 0–3 | 0–1 | 1–1 | 2–1 | 0–1 | 1–2 | 2–1 | 0–0 | 1–1 | 3–2 |
| Maguncia 05 II            | 2–4 | 1–2 | —   | 3–0 | 2–1 | 2–0 | 1–1 | 0–2 | 1–1 | 4–1 | 1–0 | 2–0 | 1–1 | 3–0 | 2–3 | 0–1 | 3–0 | 1–4 |
| Kickers Offenbach         | 3–5 | 5–0 | 1–3 | —   | 1–1 | 5–2 | 1–0 | 2–0 | 5–0 | 1–2 | 0–1 | 3–0 | 2–2 | 0–3 | 1–1 | 3–2 | 6–1 | 0–1 |
| Coblenza                  | 1–1 | 0–4 | 1–3 | 3–1 | —   | 0–2 | 1–2 | 0–1 | 2–5 | 1–0 | 0–4 | 2–3 | 1–3 | 0–2 | 1–2 | 1–1 | 2–0 | 0–0 |
| Bahlinger                 | 0–1 | 2–1 | 2–1 | 2–1 | 5–2 | —   | 2–1 | 0–0 | 2–0 | 1–1 | 3–3 | 0–0 | 3–3 | 2–2 | 1–0 | 0–2 | 2–2 | 1–1 |
| Aalen                     | 1–6 | 1–1 | 0–0 | 2–1 | 1–3 | 0–2 | —   | 2–1 | 1–0 | 1–1 | 1–2 | 1–3 | 2–2 | 0–3 | 2–0 | 3–2 | 2–3 | 0–0 |
| Freiberg                  | 2–1 | 2–0 | 1–2 | 2–2 | 2–0 | 3–2 | 3–1 | —   | 4–0 | 1–1 | 3–1 | 0–0 | 3–1 | 1–1 | 0–4 | 0–0 | 3–0 | 0–2 |
| Balingen                  | 0–3 | 6–3 | 2–3 | 2–3 | 2–0 | 0–0 | 2–2 | 4–4 | —   | 4–3 | 0–5 | 2–3 | 1–2 | 1–0 | 1–0 | 2–3 | 2–2 | 1–2 |
| Hessen Kassel             | 2–1 | 1–0 | 2–0 | 1–2 | 1–0 | 0–1 | 3–2 | 1–2 | 3–2 | —   | 1–0 | 0–0 | 1–5 | 3–2 | 2–1 | 2–2 | 0–0 | 2–1 |
| Hoffenheim II             | 1–1 | 2–0 | 2–0 | 1–2 | 4–0 | 4–0 | 3–1 | 3–1 | 4–0 | 2–1 | —   | 0–1 | 1–1 | 0–1 | 4–0 | 3–0 | 1–1 | 5–0 |
| FSV Frankfurt             | 0–1 | 1–1 | 2–3 | 1–1 | 3–1 | 1–0 | 3–0 | 2–3 | 2–2 | 2–0 | 0–1 | —   | 1–3 | 0–3 | 4–0 | 0–1 | 4–3 | 3–1 |
| Stuttgart II              | 1–8 | 1–2 | 4–0 | 0–1 | 7–3 | 3–2 | 1–0 | 1–0 | 2–2 | 2–1 | 2–0 | 1–2 | —   | 4–3 | 2–1 | 6–0 | 6–0 | 0–2 |
| Steinbach                 | 1–2 | 2–0 | 4–4 | 1–2 | 1–1 | 2–0 | 2–3 | 0–1 | 2–2 | 3–2 | 1–0 | 0–2 | 2–1 | —   | 1–3 | 1–3 | 1–3 | 1–3 |
| Barockstadt Fulda-Lehnerz | 2–2 | 3–0 | 2–1 | 0–0 | 4–1 | 3–0 | 0–0 | 1–0 | 6–2 | 1–1 | 1–0 | 2–0 | 0–0 | 2–3 | —   | 2–0 | 2–0 | 0–2 |
| Eintracht Fráncfort II    | 5–0 | 0–2 | 6–1 | 1–1 | 3–1 | 1–0 | 1–0 | 1–1 | 1–1 | 2–2 | 2–1 | 5–1 | 1–3 | 4–1 | 5–0 | —   | 2–2 | 1–0 |
| Schott Maguncia           | 1–2 | 2–2 | 1–2 | 2–1 | 1–0 | 2–2 | 2–3 | 1–4 | 7–0 | 0–5 | 1–3 | 1–1 | 1–3 | 2–4 | 3–1 | 3–0 | —   | 1–3 |
| Stuttgarter Kickers       | 2–2 | 2–2 | 4–1 | 1–0 | 7–0 | 4–0 | 0–0 | 1–0 | 2–2 | 2–1 | 1–0 | 0–0 | 2–2 | 4–0 | 1–0 | 1–3 | 3–0 | —   |

## Regionalliga Bayern
Fueron 18 equipos de Baviera que compitieron en la décima primera temporada de la Regionalliga Bayern. SpVgg Bayreuth descendió de la 3. Liga 2022-23. FC Eintracht Bamberg ascendió de la Bayernliga Nord 2022-23, mientras que SV Schalding-Heining y FC Memmingen ascendieron de la Bayernliga Süd 2022-23.

### Clasificación
| Pos. | Equipo                 | Pts. | PJ | G  | E  | P  | GF | GC | Dif. | Clasificación, ascenso o descenso |
| ---- | ---------------------- | ---- | -- | -- | -- | -- | -- | -- | ---- | --------------------------------- |
| 1    | Würzburger Kickers (C) | 82   | 34 | 25 | 7  | 2  | 79 | 20 | +59  | Accede al play-off de ascenso     |
| 2    | Vilzing                | 69   | 34 | 22 | 3  | 9  | 75 | 42 | +33  |                                   |
| 3    | Núremberg II           | 61   | 34 | 19 | 4  | 11 | 77 | 50 | +27  |                                   |
| 4    | Aubstadt               | 58   | 34 | 16 | 10 | 8  | 52 | 36 | +16  |                                   |
| 5    | Illertissen            | 56   | 34 | 17 | 5  | 12 | 60 | 49 | +11  |                                   |
| 6    | Bayern Múnich II       | 54   | 34 | 14 | 12 | 8  | 60 | 46 | +14  |                                   |
| 7    | Augsburgo II           | 50   | 34 | 13 | 11 | 10 | 56 | 44 | +12  |                                   |
| 8    | Greuther Fürth II      | 49   | 34 | 15 | 4  | 15 | 52 | 52 | 0    |                                   |
| 9    | Wacker Burghausen      | 48   | 34 | 14 | 6  | 14 | 51 | 47 | +4   |                                   |
| 10   | Schweinfurt 05         | 45   | 34 | 13 | 6  | 15 | 48 | 57 | −9   |                                   |
| 11   | Türkgücü Múnich        | 45   | 34 | 14 | 5  | 15 | 45 | 56 | −11  |                                   |
| 12   | Bayreuth               | 42   | 34 | 10 | 12 | 12 | 40 | 44 | −4   |                                   |
| 13   | Ansbach                | 39   | 34 | 11 | 6  | 17 | 48 | 61 | −13  |                                   |
| 14   | Viktoria Aschaffenburg | 36   | 34 | 9  | 9  | 16 | 34 | 49 | −15  |                                   |
| 15   | Eintracht Bamberg (O)  | 31   | 34 | 8  | 7  | 19 | 33 | 69 | −36  | Play-offs por la permanencia      |
| 16   | Buchbach (O)           | 30   | 34 | 8  | 6  | 20 | 36 | 60 | −24  | Play-offs por la permanencia      |
| 17   | Schalding-Heining (D)  | 30   | 34 | 8  | 6  | 20 | 37 | 63 | −26  | Descenso a la Bayernliga          |
| 18   | Memmingen (D)          | 29   | 34 | 8  | 5  | 21 | 38 | 76 | −38  | Descenso a la Bayernliga          |

 Fuente: Soccerway.com
Criterios de clasificación: 1) Puntos; 2) Diferencia de goles; 3) Goles marcados
Notas:
1. ↑  Vilzing no aplicó a la licencia para la 3. Liga.
2. ↑  Türkgücü Múnich fue sancionado con la reducción de dos puntos.

### Resultados
| Local \ Visitante      | NUR | FCB | ANS | AUB | BUR | BAM | ASC | MEM | AUG | SHE | BUC | SHA | ILL | VIL | TUR | BAY | FUR | WUR |
| ---------------------- | --- | --- | --- | --- | --- | --- | --- | --- | --- | --- | --- | --- | --- | --- | --- | --- | --- | --- |
| Núremberg II           | —   | 2–0 | 3–0 | 1–1 | 2–1 | 4–0 | 4–1 | 2–1 | 1–2 | 3–0 | 4–2 | 4–0 | 0–2 | 3–5 | 2–0 | 2–2 | 1–2 | 1–0 |
| Bayern Múnich II       | 2–2 | —   | 4–2 | 1–1 | 4–1 | 6–3 | 1–1 | 4–3 | 0–0 | 2–0 | 0–0 | 1–1 | 3–2 | 2–0 | 1–4 | 4–0 | 0–1 | 1–1 |
| Ansbach                | 0–3 | 0–2 | —   | 4–1 | 2–0 | 0–0 | 3–0 | 0–1 | 1–0 | 3–1 | 5–0 | 1–2 | 4–0 | 1–3 | 5–0 | 2–2 | 2–2 | 0–1 |
| Aubstadt               | 2–1 | 0–0 | 2–0 | —   | 0–1 | 2–0 | 1–0 | 3–1 | 1–1 | 5–0 | 3–1 | 4–0 | 0–2 | 0–2 | 3–0 | 2–2 | 3–0 | 1–1 |
| Wacker Burghausen      | 1–4 | 3–3 | 0–0 | 0–1 | —   | 2–2 | 1–0 | 5–3 | 4–1 | 2–0 | 2–0 | 3–0 | 3–2 | 1–2 | 0–3 | 1–1 | 1–0 | 0–1 |
| Eintracht Bamberg      | 2–6 | 2–1 | 0–1 | 0–3 | 0–4 | —   | 2–0 | 2–3 | 0–0 | 0–1 | 2–1 | 2–0 | 1–0 | 1–4 | 1–1 | 2–2 | 1–3 | 1–5 |
| Viktoria Aschaffenburg | 3–4 | 0–1 | 4–4 | 0–0 | 1–1 | 1–0 | —   | 2–1 | 1–1 | 0–2 | 2–0 | 1–0 | 0–0 | 0–2 | 2–1 | 1–0 | 1–2 | 0–2 |
| Memmingen              | 0–3 | 0–4 | 2–1 | 0–1 | 0–3 | 2–3 | 0–0 | —   | 0–2 | 1–1 | 3–2 | 3–2 | 1–4 | 0–5 | 0–2 | 1–2 | 1–0 | 0–5 |
| Augsburgo II           | 5–4 | 4–0 | 3–0 | 5–0 | 3–1 | 3–0 | 1–2 | 1–1 | —   | 2–1 | 3–0 | 2–1 | 2–2 | 0–1 | 0–1 | 1–1 | 4–2 | 0–2 |
| Schweinfurt 05         | 3–2 | 1–4 | 2–0 | 2–2 | 2–1 | 2–1 | 0–0 | 2–2 | 1–0 | —   | 3–1 | 3–1 | 0–2 | 0–1 | 1–1 | 3–1 | 4–0 | 0–2 |
| Buchbach               | 1–3 | 1–1 | 0–0 | 5–2 | 1–0 | 0–0 | 1–3 | 3–2 | 2–1 | 4–1 | —   | 1–1 | 2–3 | 1–2 | 1–0 | 0–1 | 0–1 | 0–1 |
| Schalding-Heining      | 0–1 | 1–1 | 5–0 | 0–1 | 1–2 | 0–2 | 2–1 | 2–1 | 2–2 | 2–1 | 1–0 | —   | 4–1 | 1–5 | 1–4 | 0–0 | 1–2 | 0–3 |
| Illertissen            | 3–1 | 1–1 | 4–0 | 1–0 | 2–1 | 0–0 | 2–1 | 3–1 | 3–1 | 1–3 | 1–2 | 3–0 | —   | 3–2 | 1–2 | 3–1 | 2–2 | 2–3 |
| Vilzing                | 4–1 | 3–2 | 1–2 | 2–0 | 2–0 | 0–1 | 2–1 | 4–0 | 1–1 | 0–5 | 3–1 | 3–1 | 1–2 | —   | 7–0 | 2–1 | 3–1 | 1–3 |
| Türkgücü Múnich        | 0–2 | 2–0 | 4–1 | 0–1 | 0–4 | 4–0 | 1–2 | 0–1 | 1–1 | 3–3 | 1–0 | 2–1 | 3–1 | 1–1 | —   | 1–0 | 1–3 | 0–1 |
| Bayreuth               | 0–0 | 1–2 | 2–0 | 2–2 | 1–1 | 2–1 | 2–1 | 2–1 | 0–1 | 3–0 | 0–2 | 1–0 | 0–1 | 0–0 | 4–0 | —   | 2–2 | 1–2 |
| Greuther Fürth II      | 2–0 | 1–2 | 3–4 | 0–3 | 0–1 | 2–1 | 4–1 | 1–2 | 1–1 | 2–0 | 4–0 | 0–2 | 2–1 | 2–1 | 1–2 | 0–1 | —   | 3–1 |
| Würzburger Kickers     | 3–1 | 2–0 | 4–0 | 1–1 | 3–0 | 4–0 | 1–1 | 0–0 | 6–2 | 3–0 | 1–1 | 2–2 | 2–0 | 4–0 | 4–0 | 3–0 | 2–1 | —   |

### Play-offs por la permanencia
Normalmente, los play-offs por la permanencia se jugarían en partidos de ida y vuelta entre los equipos clasificados 15.º y 16.º de la Regionalliga Bayern y los subcampeones de las dos divisiones de la Bayernliga. Sin embargo, dado que solo un equipo de la Bayernliga Süd 2023-24, Schwaben Augsburgo, solicitó una licencia de la Regionalliga, obteniendo así el ascenso directo, los tres equipos restantes jugaron una única ronda de todos contra todos, y los dos primeros o los tres se clasificaron para la próxima temporada de la Regionalliga, dependiendo de si el Würzburger Kickers ganaba el play-off de ascenso.
| Pos. | Equipo            | Pts. | PJ | G | E | P | GF | GC | Dif. | Clasificación 2024-25 |  | BAM | BUC | EIC |
| ---- | ----------------- | ---- | -- | - | - | - | -- | -- | ---- | --------------------- |  | --- | --- | --- |
| 1    | Eintracht Bamberg | 2    | 2  | 0 | 2 | 0 | 0  | 0  | 0    | Regionalliga Bayern   |  | —   | 0–0 | —   |
| 2    | Buchbach          | 2    | 2  | 0 | 2 | 0 | 1  | 1  | 0    | Regionalliga Bayern   |  | —   | —   | 1–1 |
| 3    | Eichstätt         | 2    | 2  | 0 | 2 | 0 | 1  | 1  | 0    | Bayernliga            |  | 0–0 | —   | —   |

 Fuente: Soccerway
Notas:
1. 1 2 3  Puntos adicionales por tiros desde el punto penal: Eintracht Bamberg 2, Buchbach 1, Eichstätt 0.
2. ↑  Eintracht Bamberg 5–4 p. Buchbach
3. ↑  Buchbach 4–2 p. Eichstätt
4. ↑  Eichstätt 4–5 p. Eintracht Bamberg

## Play-off de ascenso
Los campeones de las dos ligas regionales establecidas con anterioridad participaron en el play-off de ascenso a la 3. Liga. El ganador del juego de promoción consiguió el ascenso para la tercera división de la siguiente temporada.
En el caso de una exención de participación de los equipos, o si ningún equipo clasificaba deportivamente de una liga regional, se declaraba byes.
Los siguientes equipos clasificaron deportivamente para los juegos de ascenso:
- Campeón de la Regionalliga Bayern:  Würzburger Kickers
- Campeón de la Regionalliga Nord:  Hannover 96 II

| Equipo 1           | Agr.         | Equipo 2       | Ida | Vuelta |
| ------------------ | ------------ | -------------- | --- | ------ |
| Würzburger Kickers | 3–3 (4–5 p.) | Hannover 96 II | 1–0 | 2–3    |

### Partidos
Los horarios corresponden al horario de verano europeo (UTC+2).
| Ida; 29 de mayo de 2024 | Würzburger Kickers | 1:0 (1:0)                     | Hannover 96 II | Akron Arena, Wurzburgo                                |                                                       |
| 19:00                   | Franjić 22'        | DFB Reporte Soccerway Reporte |                | Asistencia: 10 452 espectadores Árbitro(s): Max Burda | Asistencia: 10 452 espectadores Árbitro(s): Max Burda |

| Vuelta; 2 de junio de 2024 | Hannover 96 II                               | 3:2 (2:1, 1:0) (t. s.)(5:4 p.)(Global 3:3) | Würzburger Kickers                           | Heinz-von-Heide-Arena, Hannover                           |                                                           |
| 13:30                      | Ezeh 22' · Uhlmann 85' (pen.) · Matsuda 105' | DFB Reporte Soccerway Reporte              | Sané 75' (pen.) · Franjić 112' (pen.)        | Asistencia: 25 000 espectadores Árbitro(s): Florian Exner | Asistencia: 25 000 espectadores Árbitro(s): Florian Exner |
|                            |                                              | Tiros desde el punto penal                 |                                              |                                                           |                                                           |
|                            | Börner · Matsuda · Ezeh · Oudenne · Uhlmann  |                                            | Kurzweg · Sausen · Karimani · Sané · Franjić |                                                           |                                                           |

- Hannover 96 II empató 3-3 en el resultado global y ganó 5-4 en los tiros desde el punto penal, por tanto logró el ascenso a la 3. Liga para la siguiente temporada.